# طفراوی
طفراوی (به عربی: طفراوي) یک شهرداری در الجزایر است که در ناحیه وادی تلیلات واقع شده‌است. طفراوی ۱۸۲ کیلومتر مربع مساحت و ۱۱٬۶۰۰ نفر جمعیت دارد و ۱۷۳ متر بالاتر از سطح دریا واقع شده‌است.